# Andy Kim
Andrew Kim, detto Andy (Boston, 12 luglio 1982), è un politico statunitense, senatore junior per lo stato del New Jersey dal 2024 e in precedenza membro della Camera dei Rappresentanti per lo stesso stato dal 2019 al 2024. Kim è membro del Partito Democratico ed è il primo senatore coreanoamericano nella storia degli Stati Uniti d'America ed il primo asioamericano dello stato del New Jersey.

## Biografia
Nato a Boston da immigrati coreani e cresciuto a Cherry Hill in New Jersey, si è laureato in scienze politiche nel 2004 all'Università di Chicago. Ha lavorato nel Dipartimento di Stato degli Stati Uniti, come consigliere civile del generale David Petraeus in Afghanistan.
Nel 2018 si candida alla Camera dei Rappresentanti nel terzo distretto del New Jersey, rappresentato dal repubblicano Tom MacArthur affermando di essere stato motivato proprio dagli sforzi di MacArthur contro l'Obamacare. Gli dichiarano il suo sostegno l'ex Presidente Barack Obama, l'ex Vicepresidente Joe Biden e il Governatore Phil Murphy.
Nelle elezioni di novembre riesce a battere MacArthur di soli 4000 voti in quella che risulta essere l'elezione più combattuta del New Jersey.
Al Congresso si fa promotore di una legge mirata all'abbassamento dei prezzi dei medicinali che include una norma che proibisce alle imprese farmaceutiche di impedire la vendita di farmaci generici. Tale legge viene approvata dalla Camera a maggio 2019.